# Chirindia swynnertoni
Chirindia swynnertoni är en ödleart som beskrevs av  George Albert Boulenger 1907. Chirindia swynnertoni ingår i släktet Chirindia och familjen Amphisbaenidae. Inga underarter finns listade i Catalogue of Life.